# هرمز سکستانی
هرمز سکستانی شاهزاده‌ای ساسانی بود که رهبری شورشی را در سکستان و نواحی اطرافش بر عهده داشت. او فرزند شاهزاده شاپور میشانشاه حکمران میشان پسر شاپور یکم شاهنشاه ساسانی بود. مادر هرمز ملکه‌ای به نام دینگ بود. هرمز خواهران و برادران زیادی از جمله هرمزک، اودابخت، بهرام، شاپور، پیروز، و شاپور دختک داشت. در سال ۲۶۰، پدر او درگذشت و احتمالاً بعد از او، مادرش حکمران میشان شده بود. در سال ۲۷۱، او به عنوان حکمران میشان و نواحی اطرافش گماشته شد. سه سال بعد، وقتی که پسرعمویش، بهرام دوم به تاج و تخت رسید، خواهر هرمز، شاپوردختک با او ازدواج کرد. در حوالی سال ۲۸۱، هرمز علیه بهرام دوم شورش کرد و توسط ساکنان ایران شرقی، از جمله ساکنان گیلان مورد حمایت واقع شد. شورش هرمز در نهایت در سال ۲۸۳ سرکوب شد و او کمی بعد به دستور بهرام دوم اعدام شد و او پسر خودش، بهرام سوم را به عنوان حکمران سکستان برگزید.